# 鲁班经
《鲁班经》是指一系列中国民间建筑技术专著集，早期版本约成于明朝左右。该书主要包含古代建筑和家具设计相关的内容，也有符箓、算命、风水相关的内容。

## 名称及版本
该书有多个版本和多个名字，较常见的有《鲁班经匠家镜》、《工师雕斵正式鲁班木经匠家镜》、《新镌工师雕斵正式鲁班木经匠家镜》。不同版本之间的措辞、内容都有差异。